# Rhipidognathidae
Famille
Les Rhipidognathidae sont une famille éteinte de conodontes. Les espèces datent de l'Ordovicien.

## Systématique
La famille des Rhipidognathidae a été créée en 1970 par le géologue et paléontologue suédois Maurits Lindström (1932–2009), avec pour genre type Rhipidognathus.

## Liste des genres
Selon Paleobiology Database (10 septembre 2022) :
- genre † Appalachignathus Bergström et al., 1974
- genre † Bergstroemognathus Spergali, 1974
- genre † Rhipidognathus Branson, Mehl & Branson, 1951 - genre type
- genre † Tasmanognathus Burrett, 1979

## Publication originale
- (en) Maurits Lindström, « A Suprageneric Taxonomy of the Conodonts », Lethaia, Universitetsforlaget (d), vol. 3, no 4,‎ octobre 1970, p. 427-445 (ISSN 0024-1164 et 1502-3931, OCLC 02277593, DOI 10.1111/J.1502-3931.1970.TB00834.X).